# Lukas Haas (Schauspieler, 1995)
Lukas Haas (* 1995 in Feldkirch) ist ein österreichischer Schauspieler und Musiker.

## Werdegang
Lukas Haas gehörte von 2005 bis 2012 zum Jugendclub des Theater am Saumarkt in Feldkirch. Anschließend spielte er bis 2015 im Jugendclub des Vorarlberger Landestheaters in Bregenz. Im Jahr 2016 begann er sein Schauspielstudium am Max Reinhardt Seminar in Wien, welches er 2020 absolvierte. Bereits während der Studienzeit wirkte Haas am Wiener Burgtheater in den Produktionen Der (vor-)letzte Panda oder Die Statik von Dino Pešut unter der Regie von Nicolas Charaux, sowie in der Eröffnungsinszenierung unter der neuen Intendanz von Burgtheaterdirektor Martin Kušej in Die Hermannschlacht von Heinrich von Kleist mit.
Mit Beginn der Spielzeit 2020/21 wurde Lukas Haas als festes Ensemblemitglied am Burgtheater Wien engagiert.
In Hans Christian Andersens Des Kaisers neue Kleider unter der Regie von Rüdiger Pape, das im Oktober 2020 im Kasino am Schwarzenbergplatz zur Premiere kam, spielte er unter anderem an der Seite von Arthur Klemt und Felix Kammerer. Im April 2021 wird Richard II von William Shakespeare unter der Regie vom Bochumer Schauspielhaus Intendant Johan Simons im Festspielhaus Bregenz voraufgeführt und schließlich im September 2021 erstmals am Wiener Burgtheater gezeigt. Lukas Haas, der die Rolle von Percy verkörperte, spielte in dieser Produktion zusammen mit Sarah Viktoria Frick, Jan Bülow, Staciyan Jackson, Johannes Zirner, Falk Rockstroh, Bardo Böhlefeld, Gunther Eckes, Martin Schwab, Oliver Nägele und Sabine Haupt. Für die Inszenierung von Martin Baltscheits Nur ein Tag unter der Regie von Anja Sczilinksi, die im Juni 2021 im Vestibül des Burgtheaters zur Premiere kam, übernahm Haas die Rolle des Wildschweins und spielte an der Seite von Max Gindorff und Maresi Riegner.

## Filmografie (Auswahl)
- 2012: Alle Zeit der Welt
- 2018: Aus dem Leben zweier Taugenichtse (Kurzfilm)
- 2020: Reise in die Nacht (Kurzfilm)
- 2024: SOKO Linz: Blinde Zeugin (Fernsehserie, eine Folge)